# Піщанобрідська сільська територіальна громада
Піщанобрідська сільська територіальна громада — територіальна громада в Україні, в Новоукраїнському районі Кіровоградської області. Адміністративний центр — село Піщаний Брід.
Площа громади — 423,113 км², населення — 6218 осіб (2019).
Утворена 12 червня 2020 року шляхом об'єднання Глинянської, Любомирської, Миколаївської, Олексіївської, Перчунівської, Піщанобрідської та Червонополянської сільських рад Добровеличківського району.

## Населені пункти
У складі громади 20 сіл:
- Веснянка
- Вікняне
- Глиняне
- Кирилівка
- Коколове
- Крикунка
- Любомирка
- Микільське
- Миколаївка
- Міжколодяжне
- Нова Ковалівка
- Новоглиняне
- Новопетрівка
- Олексіївка
- Перемога
- Перчунове
- Піщаний Брід
- Сміливе
- Червона Поляна
- Якимівка